# Zastava Floride
Zastava Floride je službena zastava američke savezne države Floride. Riječ je o bijeloj jednobojnici unutar koje se nalazi crveni Andrijin križ u obliku slova X dok su samoj sredini dominira državni grb. Današnji izgled zastave je u uporabi od 21. svibnja 1985. nakon grafičkog poboljšanja floridskog grba.

## Povijest
Dolaskom Španjolaca na Floridu 1513. godine, ovo područje dolazi u posjed Španjolske krune. Prvi konkvistador koji je došao na Floridu bio je Juan Ponce de León, koji je bio u potrazi za Izvorom mladosti. Tijekom prvog španjolskog razdoblja u službi je bilo više zastava, primjerice zastava s burgundskim križem koja je inače bila zastava španjolskih prekomorskih teritorija od 1506. do 1701. Na floridskom teritoriju se sam burgundski križ koristio od otkrića 1513. pa do 1821. g.
Nakon sedam godina ratovanja, Španjolci su bili prisiljeni 1763. Floridu prepustiti Velikoj Britaniji nakon Pariškog sporazuma. Tada je u uporabi bila stara britanska zastava Union Jacka. Za vrijeme Američkog rata za nezavisnost, Španjolci su ratovali zajedno s Francuzima protiv Engleza i 1781. ponovo preuzeli kontrolu nad zapadnim dijelovima Floride a Pariškim mirom iz 1783. vraćena im je u posjed čitava Florida. Nakon dvije godine španjolski kralj Karlo III. odabire novu španjolsku mornaričku i ratnu zastavu. U tom razdoblju Španjolska je postala centralizirana država kao i njezini teritoriji. Koristila se crveno-zlatno-crvena trobojnica s nacionalnim grbom na lijevoj strani sve do 1821. godine.
Florida 3. ožujka 1845. postaje 27. savezna država SAD-a ali do 1861. nije imala službenu zastavu. Tek tada Florida dobiva zastavu koju je po uzoru na zastavu Teksasa dizajnirao floridski guverner Madison S. Perry. Ona je kratko vrijeme bila u službi nakon čega se počinje koristiti bijela jednobojnica unutar čije sredine se nalazi prvotna verzija današnjeg državnog grba.
Krajem 1890-ih floridski guverner Francis P. Fleming se zalaže da se u novoj zastavi koristi križ sv. Andrije. Ta zastava je bila u službi od 1900. do 1985. kada su napravljene manje promjene na državnom grbu.

## Novija povijest
Sjevernoameričko veksilološko društvo je 2001. godine provelo istraživanje o najbolje dizajniranoj zastavi u konkurenciji svih zastava američkih saveznih država i teritorija te kanadskih provincija. Među ukupno 72 zastave, floridska zastava je uvrštena na srednje 34. mjesto s polovičnom ocjenom 5.17 (od maksimalnih 10).

## Floridske zastave kroz povijest
- Zastava s burgundskim križem tijekom prvog španjolskog razdoblja (1513. - 1763.).
- Zastava tijekom drugog španjolskog razdoblja (1785. - 1821).
- Prva službena floridska zastava (1861.).
- Druga službena floridska zastava (1868. - 1900.).
- Treća službena floridska zastava (1900. - 1985.).

## Vanjske poveznice
- Symbols - Florida's Historic Flags